# Выборы в ландтаг Рейнланд-Пфальца 2006
Выборы в ландтаг Рейнланд-Пфальца 2006 года состоялись 26 марта, одновременно с выборами в Баден-Вюртемберге и Саксонии-Анхальте, а также местными выборами в Гессене. Победу одержала Социал-демократическая партия Германии (SPD), которая могла править единолично с абсолютным большинством голосов.

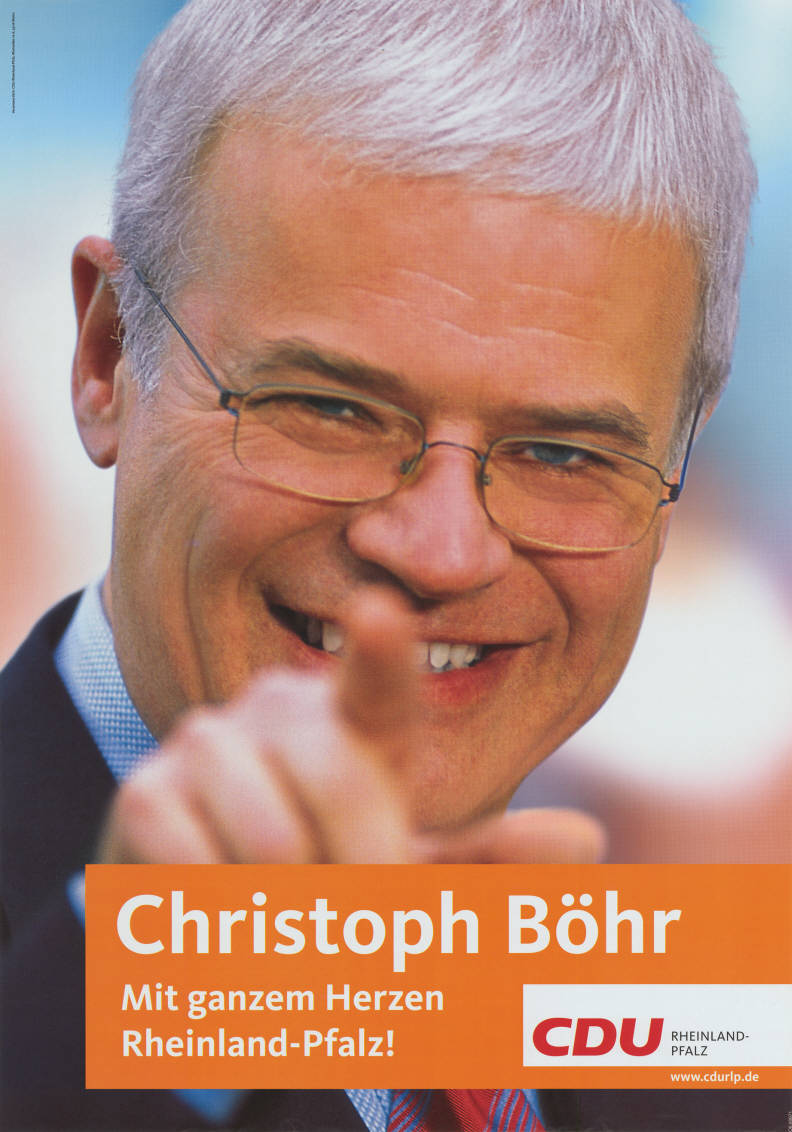
Плакат Христианско-демократического союза (CDU)

## Начальное положение
С 1991 года ландтаг возглавляла социально-либеральная коалиция, состоящая из Социал-демократической партии Германии (SPD) и Свободной демократической партии (FDP), которую изначально возглавлял Рудольф Шарпинг, а с 1994 года — Курт Бек.

## Предвыборная кампания

### Главный кандидат
Ведущим кандидатом Свободной демократической партии (FDP) был Курт Бек. Главным кандидатом Христианско-демократического союза (CDU) был Кристоф Бёр, который был избран на специальном съезде партии с 335 голосами из 434 голосов «за» и 88 голосами «против». Зелёные, в свою очередь, выдвинули Исе Томаса.

### Заявления о коалиции
Свободная демократическая партия (FDP) объявила, что социально-либеральная коалиция с Социал-демократической партией Германии (SPD) продолжит своё существование. В свою очередь, Социал-демократическая партия Германии (SPD) заключила сотрудничество с Зелёными.

## Результаты опроса
Социал-демократическая партия Германии (SPD) в опросах набрала с 35 до 43 %, что ниже фактического результата в 45,6 %. Напротив, Христианско-демократический союз (CDU) набрал 32,8 %, по сравнению с результатами опроса от 34 до 43 %. Зелёные в опросе всегда преодолевали пятипроцентный порог и входили в парламент, но фактически набрали лишь 4,6 % и не смогли войти в состав парламента. И только опросы относительно Свободной демократической партии (FDP) были верны, когда она набрала от 8 до 11 %.

## Результаты выборов
Распределение мест после выборов 2006 года
Выборы в ландтаг состоялись 26 марта 2006 года. Участие в выборах приняло 15 партий.
- Общее количество избирателей: 3 075 577;
- Количество явившихся избирателей: 1 791 072;
- Явка избирателей: 58,2 %, из них:
  - действительные голоса за избирательный округ: 1 732 408;
  - действительные национальные голоса: 1 753 110;
- Всего мест: 101.

| Партия                      | Партия                                       | Голоса за избирательный округ | Голоса за избирательный округ | Прямые места | Национальные голоса | Национальные голоса | Мест | Изменений |
| --------------------------- | -------------------------------------------- | ----------------------------- | ----------------------------- | ------------ | ------------------- | ------------------- | ---- | --------- |
| Партия                      | Партия                                       | Количество                    | %                             | Прямые места | Количество          | %                   | Мест | Изменений |
|                             | Социал-демократическая партия Германии (SPD) | 750 380                       | 43,35                         | 33           | 799 377             | 45,60               | 53   | ▲4        |
|                             | Христианско-демократический союз (CDU)       | 668 637                       | 38,62                         | 18           | 574 329             | 32,76               | 38   | ▬         |
|                             | Свободная демократическая партия (FDP)       | 134 746                       | 7,78                          |              | 140 865             | 8,03                | 10   | ▲2        |
|                             | Зелёные                                      | 86 260                        | 4,98                          |              | 81 411              | 4,64                |      | ▼6        |
|                             | Труд и социальная справедливость (WASG)      | 46 740                        | 2,57                          |              | 46 549              | 2,54                |      |           |
|                             | Республиканцы (REP)                          | 20 856                        | 1,20                          |              | 29 919              | 2,56                |      |           |
| Недействительных бюллетеней | Недействительных бюллетеней                  | 58 644                        | 3,2                           | -            | 37 962              | 2,1                 | -    | -         |
| Всего                       | Всего                                        | 1 732 408                     | 100                           | -            | 1 753 110           | -                   | 101  | -         |

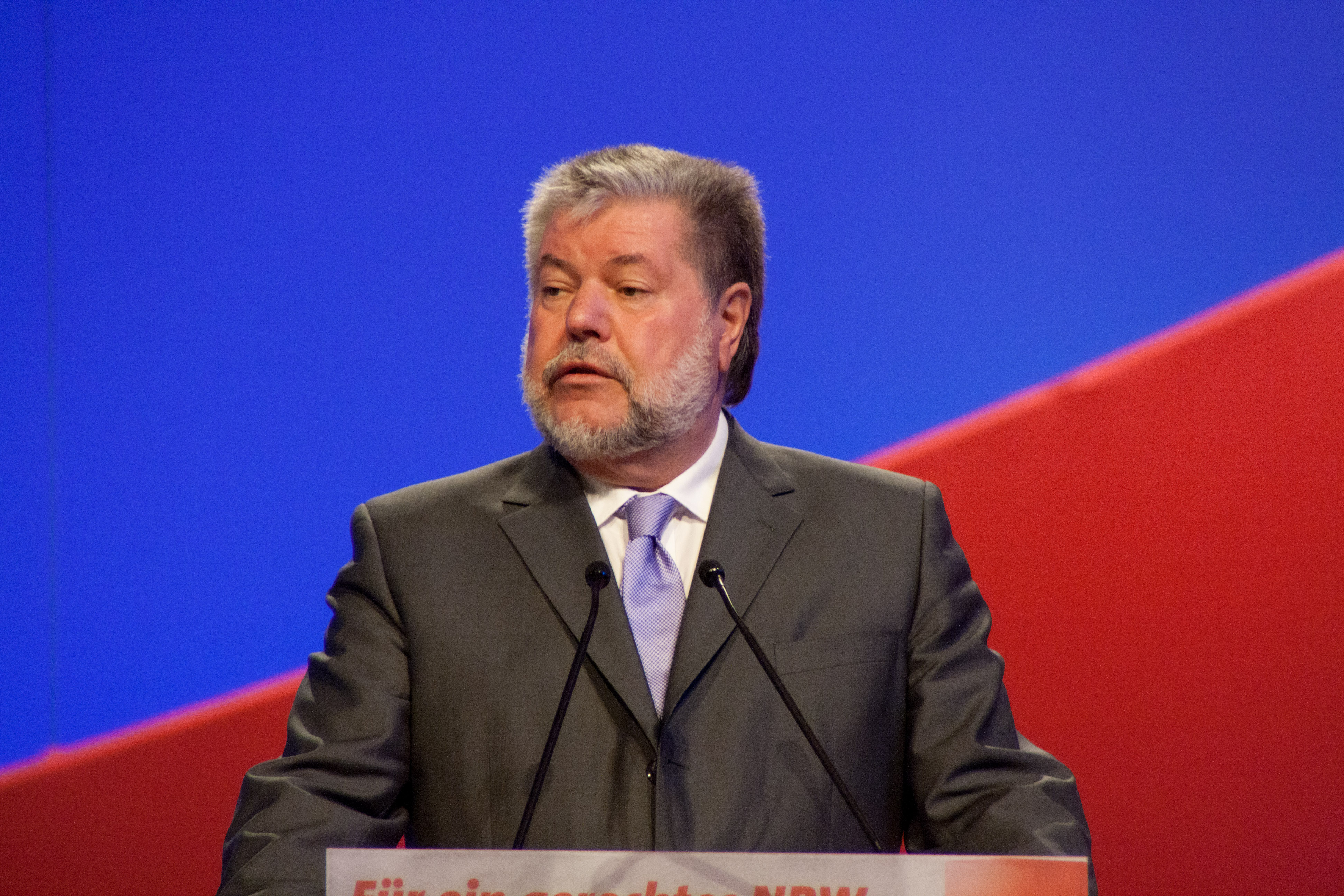
Премьер-министр Рейнланд-Пфальца — Курт Бек

Несмотря на то, что Христианско-демократический союз не понёс больших потерь (▼2,5 %), а Свободная демократическая партия и Социал-демократическая партия Германии выиграли незначительное количество процентов (▲0,9 % и 0,2 %, соответственно), Социал-демократическая партия Германии получила абсолютное большинство и стала единственной правящей партией. Кристоф Бёр, который возглавлял Христианско-демократический союз (CDU), подал в отставку из-за плохих результатов. Хотя Социал-демократическая партия Германии предложила Свободной демократической партии остаться в социально-либеральной коалиции, та отказалась.

## После выборов
Впервые в истории Рейнланд-Пфальца Социал-демократическая партия Германии (SPD) смогла самостоятельно управлять парламентом, так как набрала абсолютное большинство голосов. Свободная демократическая партия отклонила предложение правящей партии о продолжении коалиции и отправилась в оппозицию.